# 阿班忒斯人
阿班忒斯人（古希腊语： Ἄβαντες）希腊神话中居住在优卑亚岛的一个民族。
阿班忒斯人的始祖是海神波塞冬之子阿巴斯。在阿巴斯的儿子卡尔科冬统治期间，阿班忒斯人曾与希腊城邦忒拜作战，结果失败，国王卡尔科冬被寄居在忒拜的英雄安菲特律翁杀死。在荷马史诗中，阿班忒斯人在国王厄勒斐诺耳（卡尔科冬的儿子）的率领下站在希腊人一方参加了特洛伊战争。厄勒斐诺耳本来也是诱发战争的美女海伦的追求者之一，他带领阿班忒斯人搭乘30条船前往特洛伊。荷马将阿班忒斯人描写为披头散发的野蛮人，手执长矛作战。
根据希罗多德的记载，阿班忒斯人很可能是古代真实存在于色萨利与伊奥尼亚地区的民族。

## 资料来源
- 《神话辞典》，（苏联）M·H·鲍特文尼克等，统一书号：2017·304
- 《古典神话人物词典》，艾德里安·鲁姆著，外语教学与研究出版社，ISBN 978-7-5600-6218-1